# Muchachas al piano
Muchachas al piano (en francés: Jeunes filles au piano) es un cuadro en óleo sobre tela de 116 × 81 cm de Pierre-Auguste Renoir, el cual fue pintado alrededor de 1892.

## Historia
El tema de las dos muchachas al piano aparece a menudo en la obra de Renoir. Esta pintura al óleo es fruto de un pedido oficial del Estado. Además de esta versión (que es una de las primeras), hay un pastel y cuatro óleos más con este tema, entre las cuales es encuentra la que adquirió el Museo de Luxemburgo el año de 1892 y se conserva hoy en día en el Museo de Orsay.

## Descripción
En el boceto de la colección Walter-Guillaume, el fondo tan sólo es sugerido sumariamente, pero el estudio de los personajes, de su expresión concentrada, ya está muy avanzada, cercana a la obra definitiva. Aparte del grado de finalización y de la gama de colores, solamente encontramos diferencias menores entre les diferentes versiones. Esta se distingue por su viveza y frescura.
Sabemos, por el testimonio de Arsène Alexandre en 1920, que Renoir trabajó hasta el último momento en la ejecución de esta petición:

"Recuerdo los trabajos que pasó para ejecutar el pedido oficial de un cuadro, obtenido gracias a los buenos oficios de un amigo suyo bienintencionado. Fueron las Muchachas al piano, pintura de ejecución delicada y flexible, pero con unos colores que derivaron un poco hacia al amarillo. Renoir volvió a comenzar cinco o seis veces este lienzo, casi cada vez de forma idéntica. La mera idea de la petición le paralizaba y le impelía a desafiarse a sí mismo. Finalmente, dándose por vencido, entregó a Bellas Artes el que hoy se encuentra en el museo y que, inmediatamente después, consideró el peor de los cinco o seis..."